# 海因里希陨石坑
海因里希陨石坑（Heinrich）是位于月球正面雨海中部的一座小撞击坑，其名称取自捷克天文学家弗拉迪米尔·瓦茨拉夫·海因里赫(Vladimír Václav Heinrich，1884年-1965年)，1979年被国际天文学联合会正式接受。

## 描述

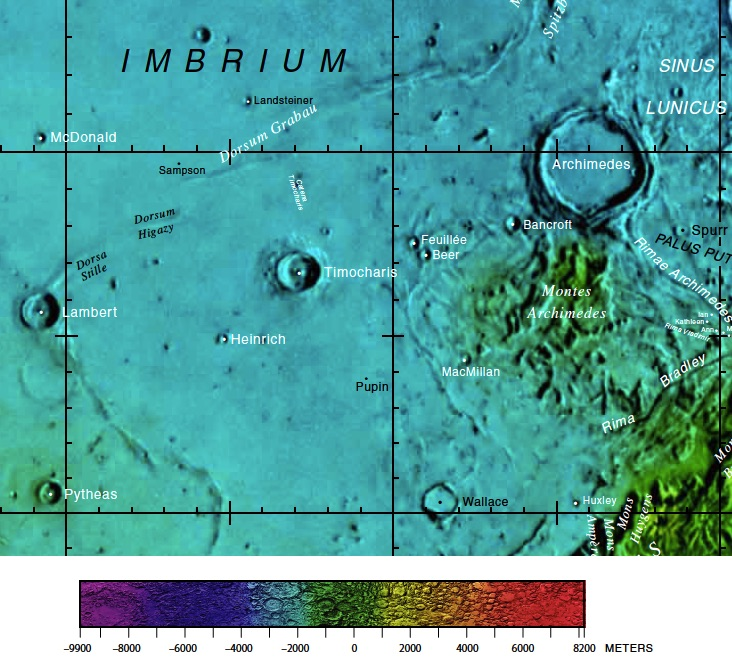
海因里希陨石坑的周边，月球正面区域图。

该陨坑西北偏西毗邻较大的朗伯陨石坑、东北靠近突出的梯摩恰里斯陨石坑，较小的普平陨石坑位于它的东面、西南则横亘了年轻的皮西亚斯陨石坑。沿海因里希陨石坑的西北及西北偏北分别伸展着绵延的施蒂勒山脊和赫加齐山脊。
该陨坑中心月面坐标为24°50′N 15°22′W / 24.84°N 15.37°W，直径6.86公里，深约1.16公里。
海因里希陨石坑外观呈圆碗状，坑壁边缘完整清晰，内壁面平整且呈现较高的反照率。陨坑最大高出周边地形250米，内部容积约12.91公里3，形态特征隶属"ALC 型"(以该类陨石坑的典型代表—卫星坑"阿尔巴塔尼环形山 C"所命名)。该陨坑属于一座相对孤单的撞击坑，附近只有一些细小的梯摩恰里斯陨石坑的卫星坑。

在1979年被国际天文学联合会正式命名前，该陨坑曾被称作卫星坑"梯摩恰里斯 A"(所谓的"卫星坑标记法"：以所靠近的主坑名+字母来命名)。

## 另请参阅
- Andersson, L. E.; Whitaker, E. A. . NASA RP-1097. 1982.
- Blue, Jennifer. . USGS. July 25, 2007  [2007-08-05]. （原始内容存档于2012-04-08）.
- Bussey, B.; Spudis, P. . New York: Cambridge University Press. 2004. ISBN 978-0-521-81528-4.
- Cocks, Elijah E.; Cocks, Josiah C. . Tudor Publishers. 1995. ISBN 978-0-936389-27-1.
- McDowell, Jonathan. . Jonathan's Space Report. July 15, 2007  [2007-10-24]. （原始内容存档于2012-05-26）.
- Menzel, D. H.; Minnaert, M.; Levin, B.; Dollfus, A.; Bell, B. . Space Science Reviews. 1971, 12 (2): 136–186. Bibcode:1971SSRv...12..136M. doi:10.1007/BF00171763.
- Moore, Patrick. . Sterling Publishing Co. 2001. ISBN 978-0-304-35469-6.
- Price, Fred W. . Cambridge University Press. 1988. ISBN 978-0-521-33500-3.
- Rükl, Antonín. . Kalmbach Books. 1990. ISBN 978-0-913135-17-4.
- Webb, Rev. T. W.  6th revised. Dover. 1962. ISBN 978-0-486-20917-3.
- Whitaker, Ewen A. . Cambridge University Press. 1999. ISBN 978-0-521-62248-6.
- Wlasuk, Peter T. . Springer. 2000. ISBN 978-1-85233-193-1.